# Rick Griffin
Pour les articles homonymes, voir Griffin.
 (décembre 2020).
Si vous disposez d'ouvrages ou d'articles de référence ou si vous connaissez des sites web de qualité traitant du thème abordé ici, merci de compléter l'article en donnant les références utiles à sa vérifiabilité et en les liant à la section « Notes et références ».
Rick Griffin (né à Palos Verdes en Californie le 18 juin 1944 et mort à Petaluma le 18 août 1991) est un graphiste et illustrateur américain. 

## Biographie
Rick Griffin naît le 18 juin 1944 dans la Péninsule de Palos Verdes en Californie. En 1957, il découvre le surf. Doué pour le dessin, il est souvent sollicité pour décoré des tee-shirts ou d'autres objets de ses amis. Cela le conduit à dessiner la pochette de l'album Surfing with the Challengers et de réaliser un mini-comics dont les membres du groupe sont les personnages principaux. Il est ensuite engagé par Greg Noll qui possède un magasin de surf mais qui produit aussi des films et publie des mini-comics. Griffin dessine pour Noll plusieurs affiches et des bandes dessinées. En 1960 Griffin rencontre John Severson réalisateur du film Surf Fever. Severson publie en 1961 un magazine nommé Surfer dans lequel Griffin crée la bande dessinée  Murphy. En 1963, Griffin décide d'abandonner ses études et son travail pour Severson afin de voyager en Australie. Il fait du stop mais lors d'un de ces transports, le conducteur sort de la route. Griffin est gravement blessé et il faut deux ans d'hôpital puis de rééducation pour qu'il s'en remette.

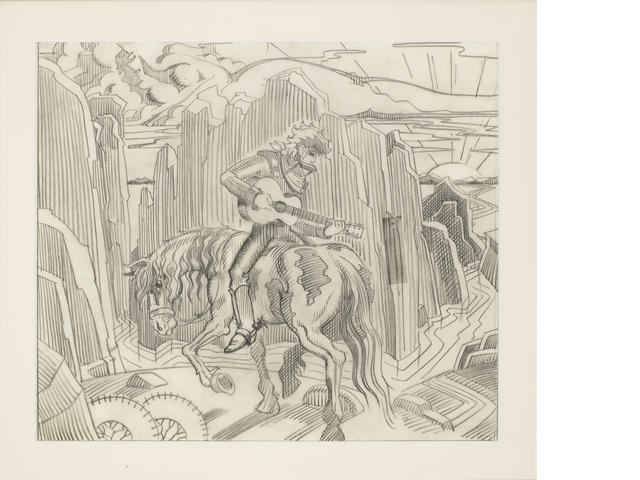
Couverture de l'album de Bob Dylan Down in the Groove.

Il publie des bandes dessinées underground dans la revue Zap Comix.
Il est un des musiciens du groupe “Jook Savages” pour qui il dessine sa première affiche psychédélique en 1966. Il fonde les éditions “Berkeley Bonapart” qui produisent des œuvres graphiques psychédéliques et des affiches. Il collabore à l’album The Beatles Songbook. Il réalise des affiches de concert pour The Charlatans, Grateful Dead et pour d'autres groupes. Il illustre ensuite The Gospel of John pour le label chrétien Maranatha! Music.
Trois jours après une chute de motocyclette causée par une collision, il meurt de ses blessures le 18 août 1991.